# Clermont-Dessous
Clermont-Dessous è un comune francese di 813 abitanti situato nel dipartimento del Lot e Garonna nella regione della Nuova Aquitania.

## Società

### Evoluzione demografica
Abitanti censiti